# Distrito rural de Shalahi
O distrito rural de Shalahi (em persa: دهستان شلاهی) se localiza no condado de Abadan, da província de Khuzistão, no Irã. No censo de 2006, sua população era de 19 299 habitantes, em 3 570 famílias. O distrito rural possui quatorze aldeias.